# フリオ・テヘラン
- フリオ・テラーン
- フリオ・テラン
- フリオ・テーラン
- フリオ・テイラン

フリオ・アルベルト・テヘラン・ピント（Julio Alberto Teheran Pinto、1991年1月27日 - ）は、コロンビアのボリーバル県カルタヘナ出身のプロ野球選手（投手）。右投右打。MLBのシカゴ・カブス傘下所属。
英語発音ではtey-RON、スペイン語・英語読みともにTeheranのheは黙字とされているが、実際に中継実況によってはテヘランともテーランとも聴こえるので、どちらが正しい・間違いというわけでは一概に言えない。ネイティブでも地域によって訛りがあるため、「ヘ」が聴こえるケースは多く、必ずしも黙字とされているものが本当に発音されないわけではない。

## 経歴

### プロ入りとブレーブス時代

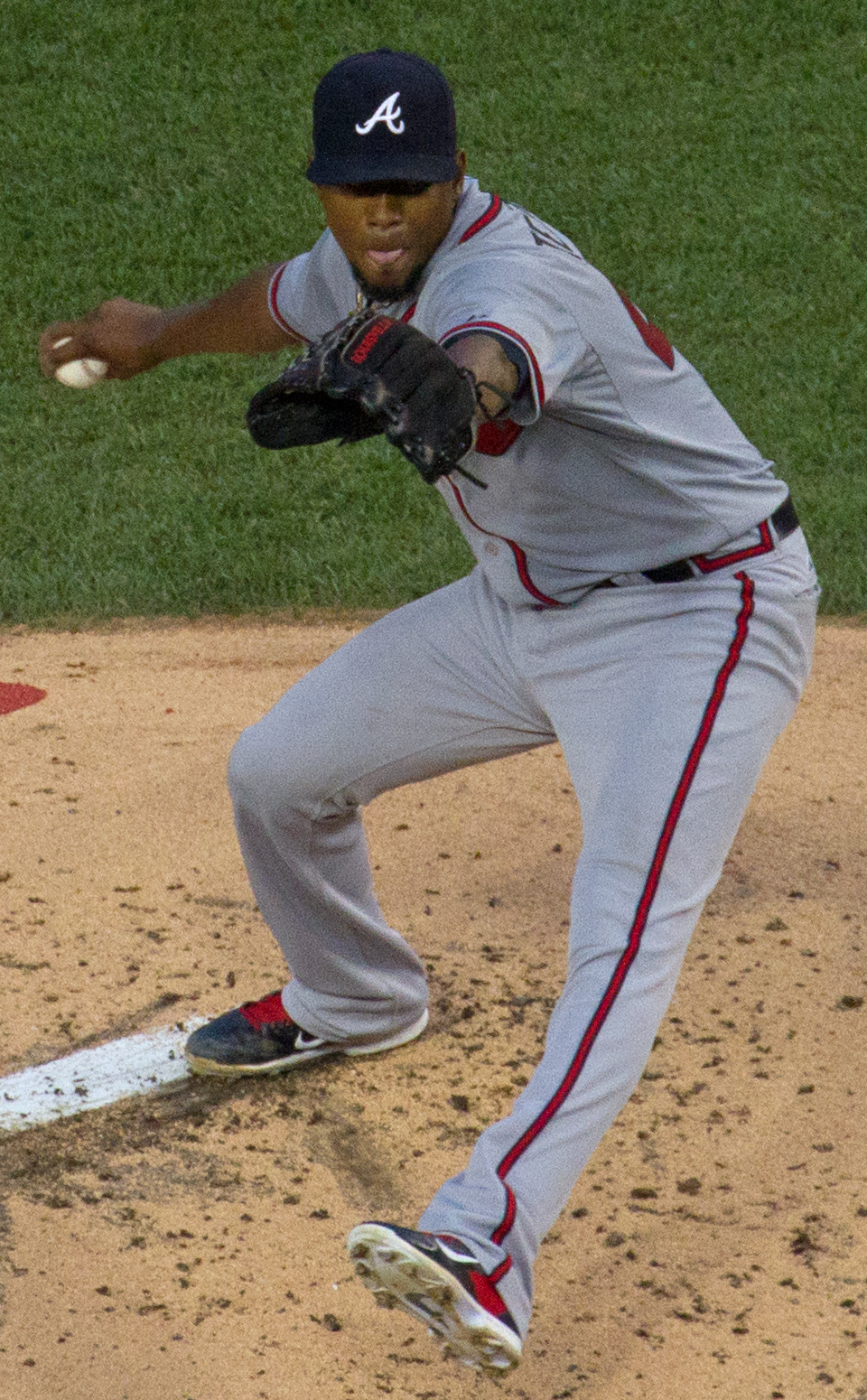
2015年9月4日

2007年に契約金85万ドルでアトランタ・ブレーブスと契約してプロ入り。これは同年にアマチュア・フリーエージェントでメジャー球団と契約した投手の中では最高金額だった。
2008年に傘下のアパラチアンリーグのルーキー級ダンビル・ブレーブスでプロデビュー。
2009年はルーキー級ダンビルとA級ローム・ブレーブスの2球団合計で14試合に先発。その素質が高く評価され、シーズンオフには「ベースボール・アメリカ」誌が選ぶ有望株ランキングで51位に入り、MLB.comの有望株ランキングでは34位に入った。
2010年はA級ロームでスタートし、最終的にはAA級ミシシッピ・ブレーブスまで昇格。3つの階級で24試合に先発し、142イニングで防御率2.59という好成績を残した。7月にはオールスター・フューチャーズゲームに世界選抜の一員として出場し、最高球速97mph（約156.1km/h）を記録している。オフには、「ベースボール・アメリカ」誌により、カロライナリーグのNo.1プロスペクトに選ばれた。
2011年はAAA級グウィネット・ブレーブスで開幕を迎えたが、5月6日にメジャーに昇格し、7日のフィラデルフィア・フィリーズ戦でメジャーデビュー。翌日にAAA級グウィネットに戻され、18日のアリゾナ・ダイヤモンドバックス戦に登板して以降はAAA級グウィネットに戻された。マイナーでは25試合に登板し15勝3敗、防御率2.55、WHIP1.18の成績を残し、9月3日にメジャー再昇格した。
2013年、先発ローテーションに空きスポットが出来た為、本格的にローテーションに定着した。出だしは調子が上がらなかったが、シーズンが進むにつれて徐々に調子を上げる。最終的には30試合に先発登板して14勝8敗、防御率3.20、WHIP1.17という素晴らしい成績を残した。この活躍ぶりが評価され、シーズン終了後のルーキー・オブ・ザ・イヤーの投票では、ナショナルリーグ5位にランクインした。
2014年2月14日にブレーブスと総額3240万ドルの6年契約（2020年・1200万ドルのオプション付き）で合意した。自身初の開幕投手を務めるなど、この年も先発ローテーションで投げ、エース格の存在に飛躍を遂げる。33試合に先発登板し、うち23試合で自責点を2以内に抑える見事なピッチングを披露したが、打線の援護に恵まれずに負け星もかさんだ。それでも、2つの完封勝利を含む2年連続での14勝を挙げたほか、防御率2.89、186奪三振、WHIP1.08という抜群の成績を残した。
2015年はナ・リーグトップタイの33試合に先発し、3年連続二桁勝利となる11勝を挙げたが、投球内容自体はやや低下した。防御率4.04は、先発ローテーション定着後では初めての4.00超であり、被本塁打や与四球も増加した。なお、奪三振は3年連続170以上だった。
2016年は4月はやや不調だったが、5月から調子を上げ、前半戦は防御率2.96の好成績だった。しかし打線の援護に乏しく、3勝止まりだった。オールスターには折り返し時メジャー最低勝率に沈んでいたチームから唯一選出された。最終成績は、30試合の先発登板で防御率3.21、WHIP1.05 (規定投球回に達した直近4年でベスト) と好投したが、チーム事情もあって7勝10敗と負け越しに終わった。オフの12月5日に第4回ワールド・ベースボール・クラシック（WBC）のコロンビア代表に選出された。
2017年はシーズン開幕前の3月に選出されていた第4回WBCに参加。シーズンでは32試合の先発登板で11勝13敗と2年ぶりの二桁勝利を挙げた。しかしその一方、防御率4.49、WHIP1.37は先発ローテーションに定着後ではワーストと、投球内容は前年から再び悪化した。特に新本拠地のサントラスト・パークでは3勝10敗、防御率5.89と苦しんだ。
2018年も開幕投手を務め、5年連続はアトランタ移転後のチーム最長記録となった。8月5日のニューヨーク・メッツ戦で初本塁打を放つ。最終的に31先発で9勝9敗、防御率3.94の成績を残した。ホーム成績も防御率3.96と改善が見えた。
2019年は球団史上最長タイとなる6度目の開幕投手に起用された。最終的に33先発で10勝11敗、防御率3.81を記録。ポストシーズンのロースターから漏れたが、負傷したクリス・マーティンに代わり途中加入。リリーフとして2試合に出場した。オフにオプションが破棄され、FAとなった。

### エンゼルス時代
2019年12月21日にロサンゼルス・エンゼルスと900万ドルの単年契約を結んだ。
2020年7月19日に新型コロナウイルスの陽性が示されたことが発表された。オフの10月28日にFAとなった。

### タイガース時代
2021年2月19日にデトロイト・タイガースとマイナー契約を結んでスプリングトレーニングに招待選手として参加することになったと報じられ、23日に正式公示された。その後3月24日にメジャー契約を結んでアクティブ・ロースター入りした。開幕2戦目のクリーブランド・インディアンス戦にて先発し、5回1失点の投球で勝利投手となった。だが、直後に右肩を痛めて故障者リスト入りし、以降の登板は無かった。オフの11月3日にFAとなった。

### 独立リーグ時代
2022年4月21日にアトランティックリーグのスタテンアイランド・フェリーホークスと契約した。6試合に先発登板して1勝1敗、防御率1.60という成績だった。

### メキシカンリーグ時代
2022年6月23日にリーガ・メヒカーナ・デ・ベイスボルのティフアナ・ブルズと契約した。ティフアナでは6試合に先発登板して4勝1敗、防御率4.88の成績を残した。8月1日にリーガ・メヒカーナ・デ・ベイスボルのモンテレイ・サルタンズと契約した。

### パドレス傘下時代
2022年11月28日にサンディエゴ・パドレスとマイナー契約を結んだ。
2023年は開幕からAAA級エルパソ・チワワズで8試合に先発登板したが、5月22日にオプトアウト（契約破棄条項）を行使し、FAとなった。

### ブルワーズ時代
2023年5月23日にミルウォーキー・ブルワーズと1年契約を結んだ。メジャーでは14試合（うち先発11試合）に登板し、3勝5敗、防御率4.40を記録した。しかし、9月29日にDFAとなり、10月6日にFAとなった。

### メッツ時代
2024年2月27日にボルチモア・オリオールズとマイナー契約を結び、同年のスプリングトレーニングに招待選手として参加することになった。メジャーに昇格した場合の年俸は2万ドルで、オプションとして最大100万ドルの出来高が含まれる。しかし開幕のロースターから漏れたため、3月23日にオプトアウト権を行使して退団した。
2024年4月5日にニューヨーク・メッツと1年総額250万ドルでメジャー契約を結んだ。8日のアトランタ・ブレーブス戦で先発出場したが、3回途中まで投げて6安打4失点を許し、翌日にはDFAとなった。4月11日にマイナー契約を拒否としてFAとなった。

### カブス傘下時代
2024年4月14日にシカゴ・カブスとマイナー契約を結んだ。

## 投球スタイル
スリークォーターから、平均92mph（約148km/h）のフォーシームを中心に、平均89mph（約143km/h）のツーシーム、決め球である平均81mph（約130km/h）のスライダー、平均73mph（約117km/h）のカーブ、平均82mph（約132km/h）のチェンジアップを使用する。
メジャー通算対右被OPSは.563であるのに対し、対左被OPSは.755と左打者を苦手としている。
細身の体型から、しばしばペドロ・マルティネスと比較される。

## 詳細情報

### 年度別投手成績
| 年 度     | 球 団     | 登 板 | 先 発 | 完 投 | 完 封 | 無 四 球 | 勝 利 | 敗 戦 | セ 丨 ブ | ホ 丨 ル ド | 勝 率 | 打 者 | 投 球 回 | 被 安 打 | 被 本 塁 打 | 与 四 球 | 敬 遠 | 与 死 球 | 奪 三 振 | 暴 投 | ボ 丨 ク | 失 点 | 自 責 点 | 防 御 率 | W H I P |
| --------- | --------- | ----- | ----- | ----- | ----- | -------- | ----- | ----- | -------- | ----------- | ----- | ----- | -------- | -------- | ----------- | -------- | ----- | -------- | -------- | ----- | -------- | ----- | -------- | -------- | ------- |
| 2011      | ATL       | 5     | 3     | 0     | 0     | 0        | 1     | 1     | 0        | 0           | .500  | 87    | 19.2     | 21       | 4           | 8        | 0     | 0        | 10       | 1     | 0        | 11    | 11       | 5.03     | 1.48    |
| 2012      | ATL       | 2     | 1     | 0     | 0     | 0        | 0     | 0     | 0        | 1           | ----  | 24    | 6.1      | 5        | 0           | 1        | 0     | 0        | 5        | 0     | 0        | 4     | 4        | 5.68     | 0.95    |
| 2013      | ATL       | 30    | 30    | 0     | 0     | 0        | 14    | 8     | 0        | 0           | .636  | 774   | 185.2    | 173      | 22          | 45       | 4     | 13       | 170      | 2     | 0        | 69    | 66       | 3.20     | 1.17    |
| 2014      | ATL       | 33    | 33    | 4     | 2     | 0        | 14    | 13    | 0        | 0           | .519  | 884   | 221.0    | 188      | 22          | 51       | 4     | 4        | 186      | 1     | 1        | 82    | 71       | 2.89     | 1.08    |
| 2015      | ATL       | 33    | 33    | 0     | 0     | 0        | 11    | 8     | 0        | 0           | .579  | 774   | 200.2    | 189      | 27          | 73       | 3     | 9        | 171      | 2     | 0        | 99    | 90       | 4.04     | 1.31    |
| 2016      | ATL       | 30    | 30    | 1     | 1     | 1        | 7     | 10    | 0        | 0           | .412  | 758   | 188.0    | 157      | 22          | 41       | 2     | 9        | 167      | 7     | 1        | 70    | 67       | 3.21     | 1.05    |
| 2017      | ATL       | 32    | 32    | 0     | 0     | 0        | 11    | 13    | 0        | 0           | .458  | 812   | 188.1    | 186      | 31          | 72       | 3     | 7        | 151      | 6     | 0        | 103   | 94       | 4.49     | 1.37    |
| 2018      | ATL       | 31    | 31    | 0     | 0     | 0        | 9     | 9     | 0        | 0           | .500  | 724   | 175.2    | 122      | 26          | 84       | 3     | 9        | 162      | 2     | 3        | 80    | 77       | 3.94     | 1.17    |
| 2019      | ATL       | 33    | 33    | 0     | 0     | 0        | 10    | 11    | 0        | 0           | .476  | 754   | 174.2    | 148      | 22          | 83       | 3     | 14       | 162      | 5     | 1        | 81    | 74       | 3.81     | 1.32    |
| 2020      | LAA       | 10    | 9     | 0     | 0     | 0        | 0     | 4     | 0        | 0           | .000  | 149   | 31.1     | 39       | 12          | 16       | 0     | 2        | 20       | 1     | 0        | 35    | 35       | 10.05    | 1.76    |
| 2021      | DET       | 1     | 1     | 0     | 0     | 0        | 1     | 0     | 0        | 0           | 1.000 | 20    | 5.0      | 4        | 1           | 3        | 0     | 0        | 3        | 0     | 0        | 1     | 1        | 1.80     | 1.40    |
| 2023      | MIL       | 14    | 11    | 0     | 0     | 0        | 3     | 5     | 0        | 0           | .375  | 288   | 71.2     | 68       | 13          | 13       | 0     | 4        | 50       | 1     | 2        | 36    | 35       | 4.40     | 1.13    |
| 2024      | NYM       | 1     | 1     | 0     | 0     | 0        | 0     | 0     | 0        | 0           |       | 16    | 2.2      | 6        | 1           | 2        | 0     | 0        | 3        | 0     | 0        | 4     | 4        | 13.50    | 3.00    |
| MLB：13年 | MLB：13年 | 255   | 248   | 5     | 3     | 1        | 81    | 82    | 0        | 1           | .497  | 6133  | 1470.2   | 1306     | 203         | 492      | 22    | 71       | 1260     | 28    | 8        | 675   | 629      | 3.85     | 1.22    |

- 2024年度シーズン終了時
- 各年度の太字はリーグ最高

### 年度別守備成績
| 年 度 | 球 団 | 投手（P） | 投手（P） | 投手（P） | 投手（P） | 投手（P） | 投手（P） |
| 年 度 | 球 団 | 試 合     | 刺 殺     | 補 殺     | 失 策     | 併 殺     | 守 備 率  |
| ----- | ----- | --------- | --------- | --------- | --------- | --------- | --------- |
| 2011  | ATL   | 5         | 4         | 2         | 0         | 1         | 1.000     |
| 2012  | ATL   | 2         | 1         | 1         | 0         | 0         | 1.000     |
| 2013  | ATL   | 30        | 12        | 25        | 0         | 0         | 1.000     |
| 2014  | ATL   | 33        | 16        | 32        | 0         | 2         | 1.000     |
| 2015  | ATL   | 33        | 16        | 30        | 1         | 5         | .979      |
| 2016  | ATL   | 30        | 11        | 28        | 1         | 2         | .975      |
| 2017  | ATL   | 32        | 10        | 40        | 3         | 6         | .943      |
| 2018  | ATL   | 31        | 9         | 33        | 0         | 2         | 1.000     |
| 2019  | ATL   | 33        | 4         | 25        | 0         | 0         | 1.000     |
| 2020  | LAA   | 10        | 2         | 5         | 1         | 0         | .875      |
| 2021  | DET   | 1         | 0         | 1         | 0         | 0         | 1.000     |
| 2023  | MIL   | 14        | 6         | 16        | 0         | 1         | 1.000     |
| 2024  | NYM   | 1         | 1         | 0         | 0         | 0         | 1.000     |
| MLB   | MLB   | 255       | 92        | 238       | 6         | 19        | .982      |

- 2024年度シーズン終了時
- 各年度の太字はリーグ最高

### 記録
MiLB
- オールスター・フューチャーズゲーム選出：1回（2010年）

MLB
- オールスターゲーム選出：2回 （2014年、2016年）

### 背番号
- 43（2011年 - 同年途中）
- 57（2011年途中 - 同年終了）
- 56（2012年）
- 49（2013年 - 2020年、2023年 - 2024年）
- 50（2021年）

### 代表歴
- 2017 ワールド・ベースボール・クラシック・コロンビア代表